# Bonavista (circonscription électorale)
Pour les articles homonymes, voir Bonavista (homonymie).
Circonscription électorale provinciale du Canada
Bonavista est une circonscription électorale provinciale de la Chambre d'assemblée de la province canadienne de Terre-Neuve-et-Labrador.

## Liste des députés
| Bonavista |                  |                           |                |             |
| Député    | Député           | Parti                     | Mandat         | Législature |
|           | Neil King (en)   | Libéral                   | 2015 - 2019    | 48e         |
|           | Craig Pardy (en) | Progressiste-conservateur | 2019 - 2021    | 49e         |
|           | Craig Pardy (en) | Progressiste-conservateur | 2021 - présent | 50e         |